# Gewichtheffen op de Olympische Zomerspelen 1952
Gewichtheffen is een van de sporten die beoefend werden tijdens de Olympische Zomerspelen 1952 in Helsinki.

## Heren

### bantamgewicht (tot 56 kg)
| rang   | sporter(s)            | land | drukken | trekken | stoten   | totaal   |
| ------ | --------------------- | ---- | ------- | ------- | -------- | -------- |
| Goud   | Ivan Oedodov          | URS  | 90.0 kg | 97.5 kg | 127.5 kg | 315.0 kg |
| Zilver | Mahmoud Namdjou       | IRI  | 90.0 kg | 95.0 kg | 122.5 kg | 307.5 kg |
| Brons  | Ali Mirzai            | IRI  | 95.0 kg | 92.5 kg | 112.5 kg | 300.0 kg |
| 4      | Kim Hae-nam           | KOR  | 80.0 kg | 95.0 kg | 120.0 kg | 295.0 kg |
| 5      | Kamal Mahmoud Mahgoub | EGY  | 75.0 kg | 95.0 kg | 122.5 kg | 292.5 kg |
| 6      | Pedro Landero         | PHI  | 90.0 kg | 87.5 kg | 115.0 kg | 292.5 kg |
| 7      | Maurice Megennis      | GBR  | 82.5 kg | 85.0 kg | 112.5 kg | 280.0 kg |
| 8      | Noor Lon Mohamed      | SIN  | 77.5 kg | 85.0 kg | 112.5 kg | 275.0 kg |

### vedergewicht (tot 60 kg)
| rang   | sporter(s)          | land | drukken  | trekken  | stoten   | totaal   |
| ------ | ------------------- | ---- | -------- | -------- | -------- | -------- |
| Goud   | Rafael Tsjimisjkjan | URS  | 97.5 kg  | 105.0 kg | 135.0 kg | 337.5 kg |
| Zilver | Nikolai Saksonov    | URS  | 95.0 kg  | 105.0 kg | 132.5 kg | 332.5 kg |
| Brons  | Rodney Wilkes       | TRI  | 100.0 kg | 100.0 kg | 122.5 kg | 322.5 kg |
| 4      | Rodrigo del Rosario | PHI  | 105.0 kg | 92.5 kg  | 120.0 kg | 317.5 kg |
| 5      | Said Khalifa Gouda  | EGY  | 85.0 kg  | 102.5 kg | 125.0 kg | 312.5 kg |
| 6      | Chay Weng Yew       | SIN  | 87.5 kg  | 97.5 kg  | 127.5 kg | 312.5 kg |
| 7      | Bálint Nagy         | HUN  | 85.0 kg  | 97.5 kg  | 125.0 kg | 307.5 kg |
| 8      | Mohsen Tabatabai    | IRI  | 90.0 kg  | 97.5 kg  | 120.0 kg | 307.5 kg |

### lichtgewicht (tot 67.5 kg)
| rang   | sporter(s)                | land | drukken  | trekken  | stoten   | totaal   |
| ------ | ------------------------- | ---- | -------- | -------- | -------- | -------- |
| Goud   | Tommy Kono                | USA  | 105.0 kg | 117.5 kg | 140.0 kg | 362.5 kg |
| Zilver | Jevgeni Lopatin           | URS  | 100.0 kg | 107.5 kg | 142.5 kg | 350.0 kg |
| Brons  | Verdi Barberis            | AUS  | 105.0 kg | 105.0 kg | 140.0 kg | 350.0 kg |
| 4      | Kim Chang-hee             | KOR  | 100.0 kg | 105.0 kg | 140.0 kg | 345.0 kg |
| 5      | Hassan Ferdows            | IRI  | 102.5 kg | 107.5 kg | 135.0 kg | 345.0 kg |
| 6      | Abdel Kader Said El Touni | EGY  | 105.0 kg | 107.5 kg | 130.0 kg | 342.5 kg |
| 7      | Johan Runge               | DEN  | 105.0 kg | 97.5 kg  | 127.5 kg | 330.0 kg |
| 8      | Ging Hwie Thio            | INA  | 105.0 kg | 92.5 kg  | 130.0 kg | 327.5 kg |

### middengewicht (tot 75 kg)
| rang   | sporter(s)     | land | drukken  | trekken  | stoten   | totaal   |
| ------ | -------------- | ---- | -------- | -------- | -------- | -------- |
| Goud   | Peter George   | USA  | 115.0 kg | 127.5 kg | 157.5 kg | 400.0 kg |
| Zilver | Gerard Gratton | CAN  | 122.5 kg | 112.5 kg | 155.0 kg | 390.0 kg |
| Brons  | Kim Sung-jip   | KOR  | 122.5 kg | 112.5 kg | 147.5 kg | 382.5 kg |
| 4      | Ismail Ragab   | EGY  | 115.0 kg | 117.5 kg | 150.0 kg | 382.5 kg |
| 5      | Moustafa Laham | LIB  | 115.0 kg | 112.5 kg | 142.5 kg | 370.0 kg |
| 6      | Åke Hedberg    | SWE  | 102.5 kg | 105.0 kg | 150.0 kg | 357.5 kg |
| 7      | Ángel Sposato  | ARG  | 107.5 kg | 110.0 kg | 140.0 kg | 357.5 kg |
| 8      | Jalal Mansouri | IRI  | 110.0 kg | 107.5 kg | 140.0 kg | 357.5 kg |

### lichtzwaargewicht (tot 82.5 kg)
| rang   | sporter(s)          | land | drukken  | trekken  | stoten   | totaal   |
| ------ | ------------------- | ---- | -------- | -------- | -------- | -------- |
| Goud   | Trofim Lomakin      | URS  | 125.0 kg | 127.5 kg | 165.0 kg | 417.5 kg |
| Zilver | Stanley Stanczyk    | USA  | 127.5 kg | 127.5 kg | 160.0 kg | 415.0 kg |
| Brons  | Arkadi Vorobjov     | URS  | 120.0 kg | 127.5 kg | 160.0 kg | 407.5 kg |
| 4      | Mohammad Rahnavardi | IRI  | 120.0 kg | 122.5 kg | 160.0 kg | 402.5 kg |
| 5      | Jean Debuf          | FRA  | 117.5 kg | 122.5 kg | 160.0 kg | 400.0 kg |
| 6      | Issy Bloomberg      | RSA  | 127.5 kg | 115.0 kg | 150.0 kg | 392.5 kg |
| 7      | Osvaldo Forte       | ARG  | 112.5 kg | 115.0 kg | 155.0 kg | 382.5 kg |
| 8      | Clyde Emrich        | USA  | 120.0 kg | 115.0 kg | 145.0 kg | 380.0 kg |

### middenzwaargewicht (tot 90 kg)
| rang   | sporter(s)             | land | drukken  | trekken  | stoten   | totaal   |
| ------ | ---------------------- | ---- | -------- | -------- | -------- | -------- |
| Goud   | Norbert Schemansky     | USA  | 127.5 kg | 140.0 kg | 177.5 kg | 445.0 kg |
| Zilver | Grigori Novak          | URS  | 140.0 kg | 125.0 kg | 145.0 kg | 410.0 kg |
| Brons  | Lennox Kilgour         | TRI  | 125.0 kg | 120.0 kg | 157.5 kg | 402.5 kg |
| 4      | Mohammed Ibrahim Saleh | EGY  | 110.0 kg | 125.0 kg | 162.5 kg | 397.5 kg |
| 5      | Firouz Pojhan          | IRI  | 112.5 kg | 120.0 kg | 155.0 kg | 387.5 kg |
| 6      | Kenneth McDonald       | AUS  | 107.5 kg | 125.0 kg | 152.5 kg | 385.0 kg |
| 7      | Francisco Rensonnet    | ARG  | 107.5 kg | 112.5 kg | 150.0 kg | 370.0 kg |
| 8      | Theunis Jonck          | RSA  | 112.5 kg | 110.0 kg | 145.0 kg | 367.5 kg |

### zwaargewicht (boven 90 kg)
| rang   | sporter(s)        | land | drukken  | trekken  | stoten   | totaal   |
| ------ | ----------------- | ---- | -------- | -------- | -------- | -------- |
| Goud   | John Davis        | USA  | 150.0 kg | 145.0 kg | 165.0 kg | 460.0 kg |
| Zilver | James Bradford    | USA  | 140.0 kg | 132.5 kg | 165.0 kg | 437.5 kg |
| Brons  | Humberto Selvetti | ARG  | 150.0 kg | 120.0 kg | 162.5 kg | 432.5 kg |
| 4      | Heinz Schattner   | GER  | 130.0 kg | 130.0 kg | 162.5 kg | 422.5 kg |
| 5      | Dave Baillie      | CAN  | 145.0 kg | 122.5 kg | 152.5 kg | 420.0 kg |
| 6      | Norberto Ferreira | ARG  | 140.0 kg | 115.0 kg | 155.0 kg | 410.0 kg |
| 7      | Harold Cleghorn   | NZL  | 130.0 kg | 117.5 kg | 152.5 kg | 400.0 kg |
| 8      | Franz Hölbl       | AUT  | 115.0 kg | 117.5 kg | 155.0 kg | 387.5 kg |

## Medaillespiegel
| rang   | land               | goud | zilver | brons | totaal |
| ------ | ------------------ | ---- | ------ | ----- | ------ |
| 1      | Verenigde Staten   | 4    | 2      | 0     | 6      |
| 2      | Sovjet-Unie        | 3    | 3      | 1     | 7      |
| 3      | Iran               | 0    | 1      | 1     | 2      |
| 4      | Canada             | 0    | 1      | 0     | 1      |
| 5      | Trinidad en Tobago | 0    | 0      | 2     | 2      |
| 6      | Argentinië         | 0    | 0      | 1     | 1      |
| 6      | Australië          | 0    | 0      | 1     | 1      |
| 6      | Zuid-Korea         | 0    | 0      | 1     | 1      |
| totaal | totaal             | 7    | 7      | 7     | 21     |

Athene 1896 · 
St. Louis 1904 · 
Antwerpen 1920 · 
Parijs 1924 · 
Amsterdam 1928 · 
Los Angeles 1932 · 
Berlijn 1936 · 
Londen 1948 · 
Helsinki 1952 · 
Melbourne 1956 · 
Rome 1960 · 
Tokio 1964 · 
Mexico-stad 1968 · 
München 1972 · 
Montréal 1976 · 
Moskou 1980 · 
Los Angeles 1984 · 
Seoel 1988 · 
Barcelona 1992 · 
Atlanta 1996 · 
Sydney 2000 · 
Athene 2004 · 
Peking 2008 · 
Londen 2012 · 
Rio de Janeiro 2016 · 
Tokio 2020 · 
Parijs 2024 · 
Los Angeles 2028 
Medaillewinnaars
Atletiek · Basketbal · Boksen · Gewichtheffen · Hockey · Honkbal (demonstratie) · Kanovaren · Moderne vijfkamp · Paardensport · Roeien · Schermen · Schietsport · Schoonspringen · Turnen · Voetbal · Waterpolo · Wielersport · Worstelen · Zeilen · Zwemmen